# Phenuiviridae
Famille
Les Phenuiviridae sont une famille de virus de l'ordre des Bunyavirales, créée en 2016, qui comprend 19 genres et 117 espèces (ICTV, version 2019). Ce sont des virus à ARN à simple brin à polarité négative, qui peuvent infecter principalement l'Homme (Phlebovirus), les animaux (Vertébrés ou Invertébrés) mais aussi les  plantes  (Coguvirus, Rubodvirus, Tenuivirus) et les champignons (Entovirus).

## Taxonomie
La famille est rattachée au  groupe V de la classification Baltimore.

### Étymologie
Le nom de la famille « Phenuiviridae » dérive d'une combinaison des noms de deux des genres inclus dans la famille,  « Phlebovirus  » et « Tenuivirus », avec le suffixe « -viridae » qui caractérise les noms de familles de virus.

## Liste des genres
Selon NCBI (22 décembre 2020) :
- Bandavirus
- Banyangvirus
- Beidivirus
- Coguvirus
- Entovirus
- Goukovirus
- Horwuvirus
- Hudivirus
- Hudovirus
- Ixovirus
- Kabutovirus
- Laulavirus
- Lentinuvirus
- Mobuvirus
- Phasivirus
- Phlebovirus
- Pidchovirus
- Rubodvirus
- Tenuivirus
- Uukuvirus
- Wenrivirus
- Wubeivirus